# Elek Bolgár
Elek Bolgár (geboren 3. Juli 1883 in Kassa, Österreich-Ungarn; gestorben 26. Juni 1955 in Budapest) war ein ungarischer Soziologe und marxistischer Politiker.

## Leben
Nach rechtswissenschaftlichen Studien in Budapest und Kolozsvár war Bolgár von 1906 bis 1918 Mitarbeiter der ungarischen Gesellschaft für Sozialwissenschaften und Zeitschriftenautor. 1909 und 1911 unternahm er Studienreisen in die USA, wo er sozialwissenschaftliche Vorlesungen an der Clark University hielt. 1910 promovierte er an der Universität in Bern im Fach Philosophie. Während der Revolution von 1918/19 war er erst Gesandter der Räterepublik in Wien und schließlich stellvertretender Volkskommissar für auswärtige Angelegenheiten der Regierung von Béla Kun sowie gleichzeitig Professor an der philosophischen Fakultät der Universität Budapest. Nach der erfolgreichen Gegenrevolution emigrierte er erst nach Deutschland, dann in die Sowjetunion. 1945 kehrte er nach Budapest zurück, wo er wieder als Professor an der Universität lehrte.
In seiner ersten Lebenshälfte, während der er als Soziologe wirkte, schrieb er in deutscher Sprache eine Übersicht der Entwicklung der Soziologie in Ungarn. Er beschäftigte sich schwerpunktmäßig mit der Lage der Werktätigen (Arbeitslosigkeit, Auswanderung, Gewerkschaftsbewegung), später auch mit dem Vergleich von Wahlsystemen. Theoretisch war er ein scharfer Kritiker biologistischer und psychologistischer Richtungen in der Soziologie.
Bolgár heiratete 1908 die Journalistin Elza Stern, sie hatten die Tochter Hedda Bolgar. 

## Schriften (Auswahl)
- Választójog és választórendszerek. Deutsch Zsigmond és Társa Könyvkereskedése.  Budapest 1908.
- Szovjetgazdaság és szovjetkultúra. Magyar-Szovjet Baráti Társaság. Budapest 1945.
- A Szovjetunió állami szervezete és társadalmi rendje. Fővárosi Könyvkiadó R.T. Budapest 1946.
- Németek magyarországi politikája titkos német diplomáciai okmányokban (1937–1942). Szikra kiadás. Budapest, 1947.
- A kapitalizmus fejlődésének alapvető kérdései az Egyesült Államokban a szovjet történeti irodalom fényénél. Akadémiai Kiadó. Budapest, 1954.